# Reprezentacja Chin w piłce wodnej kobiet
Reprezentacja Chin w piłce wodnej kobiet – zespół, biorący udział w imieniu Chin w meczach i sportowych imprezach międzynarodowych w piłce wodnej, powoływany przez selekcjonera, w którym mogą występować wyłącznie zawodnicy posiadający obywatelstwo chińskie. Za jej funkcjonowanie odpowiedzialny jest Chiński Związek Pływacki (CSA), który jest członkiem Międzynarodowej Federacji Pływackiej.